# 和田京平
和田 京平（わだ きょうへい、1954年11月20日 - ）は、全日本プロレスの名誉レフェリー。「和田さん」と呼ばれることはほとんどなく、愛称は「京平（週刊プロレスの選手名鑑では「かっぱ」と表記）」。

## 人物
東京都足立区出身。中学卒業後、アルバイトや板前など職を転々としていたが、1972年に全日本プロレスが利用していた運送会社のアルバイトとしてリング設営スタッフに参加。当時ディスコにハマっており、プロレス会場でもリング設営中に音楽に合わせて踊っていたところ、それを見ていたジャイアント馬場に「動きがいい」と言われ、推薦されてレフェリーとなった。
ジョー樋口やマシオ駒に師事し、元々持っていた軽快なフットワークを武器にレフェリングを学ぶ。1974年、全日本プロレスの「NWAチャンピオン・シリーズ」でレフェリングデビュー。樋口、ミスター林に次ぐ3番手のレフェリーだったが、1980年代後半のジャンボ鶴田と天龍源一郎のシングル連戦（鶴龍対決）でメインイベントのレフェリーを任されるようになり、師匠の樋口が高齢になったことや、林がジャパン女子プロレスに移籍したことなどから、メイン級の試合を本格的に担当するようになる。
「グラウンド状態の選手の上を飛び越える」「選手に飛ばされリングから落ちそうになっても、トップロープとセカンドロープをつかんでくるっと一回転して戻ってくる」（初代タイガーマスクが披露していたフィンタ・デ・レギレテ。レイ・ミステリオの「619」によく似た形）など様々な形で表現される、軽快なフットワークと大きなアクション、正確かつ迅速な判断のレフェリングが評価され、プロレス大賞でも表彰を受けている。特に、1990年代中盤以降、和田がレフェリーを務める試合において、リングアナの「レフェリー、和田京平」のコールのあとに客が発する「キョーヘー!!」の大コールが起きるのがお決まりとなっており、全日本プロレスの名物と言える。さらに、一時期は樋口やレスラーから後に転向した林とともにNWAの公認レフェリーだった時期もある。
また、2000年まで全日本の社員だった仲田龍（後のプロレスリング・ノア取締役）と共に馬場の付き人を10年あまり務め、馬場が亡くなる際には身内以外としては仲田とともに最期を看取った。リングアナウンサー・仲田龍とレフェリー・和田京平は「ゴールデンコンビ」と呼ばれた。

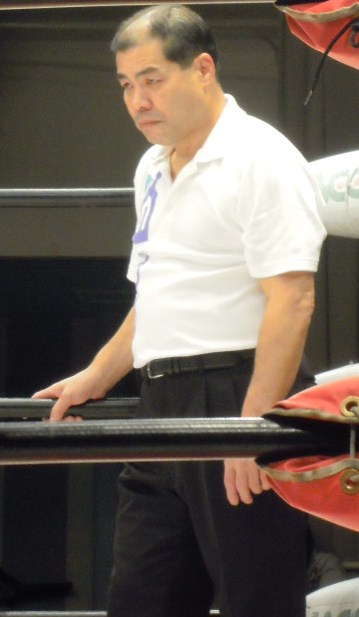
2010年12月

以来、2011年6月の離脱まで全日本プロレス一筋で試合を裁きつづけた。裁いた試合数は延べ1万試合を超え、現在はディファカップ（プロレスリング・ノアとZERO1-MAXの共催）や佐々木健介20周年記念興行（全日本が全面協力）、ビッグマウス・ラウドでと全日本外でもレフェリングを頼まれている。なお、2005年7月10日にプロレスリング・ノアで「三沢光晴vs川田利明」が組まれた時は、何度もその歴史的カードを一番近くで見ていたために雑誌のインタビューを多く受け思い入れを語っていた。その時は「オレ以外が裁かなきゃいけない」とプラチナカードを通しての後輩の成長を願っていたが、大会終了後は「やりたかったけど、オファーくれないんだもん」と、ひょっとしたらと思っていたようだ。その後ノアでは2008年10月にPWF公認チーフ・レフェリーとして世界ジュニアヘビー級選手権試合・丸藤正道vsKENTAや、2009年10月の三沢光晴追悼興行田上明&川田利明組vsKENTA&秋山準組戦を裁く。また、和田のレフェリングを後世に伝えるための活動も精力的に行っている。
なお、2006年2月11日に行われた健介オフィス興行に於いて、仲田龍との「ゴールデンコンビ」が約5年ぶりに復活したほか、2007年に発売された仲田龍のインタビュー単行本「NOAHを創った男」には、昔話を中心とした対談が掲載されている。
少年時代は札付きの不良であり、下記の著書でもその札付きぶりが記されている。週刊誌における蝶野正洋との対談でもその類の逸話が披露され、グラビア撮影においては、サングラスをかけ葉巻をくゆらす姿が堂に入っていた。普段のレフェリングでも（その過去のせいか）レスラーの反則攻撃を見逃さず、執拗な抗議、説得を行い、相手がレスラーでもものともせず、かえってレスラーの方が和田の説得、制止に負けてしまうことが大半である。ただ最近は鈴木みのるとの確執が大きく、和田も鈴木相手にはちょっとてこずっている感がある（だが、プライベートでは鈴木とともにパチンコに興ずるなどして仲がいい）。
厳格でありながら、冗談が全く通じないわけでなく、NOSAWA論外の自主興行では自ら段ボールで製作したパーツでロボ京平となった。メカマミー組に対抗してロボ化したカズ・ハヤシとTAKAみちのくに便乗した姿であり、最後は水をかけられ腕がショートし、高速カウントにてメカマミー組の勝利となった。
2011年1月3日のジュニアヘビー級バトルロイヤルでは、渕正信が菊地毅の顔を掴むという作戦に襲われ、レフェリーでありながらオーバー・ザ・トップロープで失格になるという事態が発生した。失格後はダニエル・バーモントが急遽代わりに試合を裁くこととなった。
2011年6月19日の両国国技館大会を最後に全日本を離脱。6月21日、都内ホテルの会見にて正式に離脱を発表した。2年前に取締役を外れ、2010年4月以降はフリーの状態だった。会見において和田は離脱理由を「同年5月に発生した平井伸和（スーパー・ヘイト）に対する暴行事件に際して、全日本の武藤敬司社長がマスコミの前に姿を現さなかったことに対し「なぜ社長自ら記者会見を開いて謝罪しないのか」とその対応を批判したところ、それを「会社に対する裏切り」と取られ契約を打ち切られた（事実上の解雇）」と説明している。
全日本離脱後は、離脱会見の当日に早くもSMASHから和田にレフェリーとしてのオファーがあり、同年7月15日の『SMASH.19』よりメインレフェリーを務めることになった。また和田は「必要であるならばどこでも上がるつもり」と語っており、SMASH以外の団体の興行への参加にも前向きな姿勢を示している。その後、女子プロレス団体であるREINAでも10月30日の『REINA19』よりレフェリーを務めている。
以降、ダイヤモンドリング、DDT系列、WNC、スターダムなど多団体に渡り試合を裁いている。
2013年6月30日、全日本プロレス両国国技館大会にて久々の参戦。7月5日、全日本プロレス新体制の記者会見にて、名誉レフェリーとして復帰。
2014年12月14日、後楽園ホールで全日本プロレス「和田京平レフェリー40周年&還暦記念大会〜和田京平プロデュース〜」を開催し、メインイベントでは「キョーヘー」コールと同時に大量の紙テープが投げられた。メインイベント後、赤いちゃんちゃんこ、記念品、花束、リングシューズが送られ、選手による胴上げが行われた。
2015年2月22日、「ケンカマッチ」となったスターダムの東京・後楽園ホール大会ファイナル世IV虎×安川惡斗戦を裁いたが、7分45秒に和田が試合を止めた時には、既に安川は、頬骨、鼻骨、左眼窩底骨折、さらに網膜振盪症で「全治未定」の重症であった。3月11日に和田はデイリースポーツのインタビューに答え、40年以上のレフェリー生活で“けんかマッチ”寸前となった試合は「何度もある」としたが、実際にリミットを超えた異常事態が発生したのはこの試合が初めてであったと述べている。

## 著書
- 人生は3つ数えてちょうどいい（2004年12月1日、メディアファクトリー）ISBN 978-4-8401-1188-1
  - 文庫改題 読む全日本プロレス（2010年8月25日、メディアファクトリー MF文庫ダ・ヴィンチ）ISBN 978-4-8401-3500-9